# Carol Gaye
Carol Gaye (1907 (?) – 1979) foi o pseudônimo da escritora britânica Renée Shann, autora de vários romances na primeira metade do século XX.

## Lista parcial de obras
- Her Double Life, 1933
- Found Out, 1934
- She Wouldn't Be Warned, 1934
- Girl about Town, 1934
- They Were So Young, 1936
- Misunderstood, 1936
- Heartbreak Cruise (ps: Carol Gaye), 1936
- No Other Man (ps: Carol Gaye), 1936
- Penny Wise, 1937
- Heading for Trouble, 1937[3]
- Ripe for Mischief, 1937
- Here's to Romance (ps: Carol Gaye), 1937
- I'll Never Forget (ps: Carol Gaye), 1937
- Gadabout (ps: Carol Gaye), 1938
- Hot and Bothered (ps: Carol Gaye), 1938
- Say It with Flowers (ps: Carol Gaye), 1938
- Time to Go, 1938
- One-Man Woman (ps: Carol Gaye), 1938
- Husband Preferred (ps: Carol Gaye), 1939
- We're Only Human (ps: Carol Gaye), 1939
- Ready for Love (ps: Carol Gaye), 1939
- Shes and Skis (ps: Carol Gaye), 1939
- Spring Tide, 1940
- The Girl in the Flat, 1940
- Love at First Sight (ps: Carol Gaye), 1940
- Made For Each Other (ps: Carol Gaye), 1940
- Student Nurse, 1941
- War Wife, 1941
- Air Force Girl (ps: Carol Gaye), 1941
- Wife In Uniform (ps: Carol Gaye), 1941
- Family Affair.. (ps: Carol Gaye), 1942
- Pretty As A Picture (ps: Carol Gaye), 1942
- Twenty-Four Hours Leave, 1943
- Girls in Blue (ps: Carol Gaye), 1943
- Tomorrow's Husband (ps: Carol Gaye), 1943
- Airman's Wife, 1944
- I'll Never Let You Go (ps: Carol Gaye), 1944
- Nice Girls Always Marry (ps: Carol Gaye), 1944
- I'll Never Forget You, 1945
- Rise and Shine (ps: Carol Gaye), 1945
- Yesterday's Wife (ps: Carol GAYE), 1945
- Christopher's Wife, 1946
- If Lovers Knew (ps: Carol GAYE), 1946
- My Heart Is Yours (ps: Carol GAYE), 1946
- Key to Love, 1947
- Hide and Seek (ps: Carol Gaye), 1947
- Dear Fool (ps: Carol Gaye), 1947
- Let's Get Married (ps: Carol Gaye), 1947
- My Love and I (ps: Carol Gaye), 1948
- Farewell to Yesterday (ps: Carol Gaye), 1949
- One Love Too Many (ps: Carol Gaye), 1949
- Young Man in A Hurry (ps: Carol Gaye), 1949
- Dear Strangers, 1950
- Dark Destiny, 1951
- Star on the Mountain, 1952
- Shepherd's Purse, 1953
- The girl from Switzerland
- Remember Me?
- Lady in Love
- In Trust to Fiona
- A Girl Like Marilyn
- Return to Happiness
- Harmony of Hearts
- Heavens Are Ours (Carol Gaye)
- Cry for the Moon
- Heartfull of Happiness
- Love on Account
- Out of a Blue Sky
- Forsake the Past
- My Love, a Stranger
- A Young Wife’s Tale
- Two Hearts Bid
- Forecast for Love
- So Dangerous My Love
- The Beauty of Embers
- Bid for Happiness
- Island of Enchantment
- Love and let Love
- Seccond Wedding
- Detour to Destiny
- Perfect Stranger
- No Man is Safe
- Doctor in the Dark
- Never Say Goodbye
- A Summer to Decide
- Seccond Wedding
- Such a Nice Girl
- Known too Late
- Constancy
- Long Shadows
- The Innocent One
- Jane Scott Meets the Pops
- Always Elizabet
- If Lovers Knew
- There’ll be another Spring
- Jane Scott
- If You Can Dream
- Only Time Will Tell
- Pound Foolish
- Nurse in Paris
- Enchanted Circle
- Hello, Anna!

## Carol Gaye em língua portuguesa
- “Paciência, Coração...”, volume 135 da Coleção Biblioteca das Moças, da Companhia Editora Nacional[4], tradução de Beatriz de Vicenzi, publicado em 1949.
- “Amor Fiel”, volume 137 da Coleção Biblioteca das Moças, da Companhia Editora Nacional[5]
- “Encontro com a Felicidade” (Such a Nice Girl), Editorial Popular, 1956.
- “Pausa para Pecar”, Coleção Estela n.12, Cedibra